# تله شیمیایی
در شیمی، تله شیمیایی (به انگلیسی: Chemical trap)، یک ترکیب شیمیایی است که برای تشخیص ترکیب‌های ناپایدار استفاده می‌شود. این روش بر کارایی واکنش‌های دومولکولی با معرف‌ها برای تولید آسان‌تر محصول به دام افتاده استوار است. در برخی موارد، عامل به دام انداختن به مقدار زیاد استفاده می‌شود.